# أدريانا نيشيتا
أدريانا نيشيتا (بالرومانية: Adriana Nechita)‏ مواليد 14 نوفمبر 1983 في رومانيا، هي لاعبة كرة يد رومانية تلعب كجناح أيمن. شاركت في دورة الألعاب الأولمبية الصيفية سنة 2008.

## سجل المنافسة
شاركت في البطولات التالية:
- بطولة العالم لكرة اليد للسيدات 2007
- بطولة العالم لكرة اليد للسيدات 2011
- بطولة العالم لكرة اليد للسيدات 2013
- بطولة العالم لكرة اليد للسيدات 2015
- بطولة أوروبا لكرة اليد للسيدات 2008
- بطولة أوروبا لكرة اليد للسيدات 2010
- بطولة أوروبا لكرة اليد للسيدات 2012
- بطولة أوروبا لكرة اليد للسيدات 2014

## الميداليات
| الميدالية | المسابقة                            |
| --------- | ----------------------------------- |
| برونزية   | بطولة العالم لكرة اليد للسيدات 2015 |
| برونزية   | بطولة أوروبا لكرة اليد للسيدات 2010 |

## وصلات خارجية
- أدريانا نيشيتا على موقع الاتحاد الأوروبي لكرة اليد (الإنجليزية)
- أدريانا نيشيتا على موقع أوليمبيديا (الإنجليزية)